# Wybraniec smoka
Wybraniec smoka (ang. Dragon Booster, 2004 – 2006) – kanadyjski serial animowany opowiadający o przygodach młodego Arthy, który z pomocą legendarnego smoka – Beau stara się zapobiec wojnie ludzi ze smokami.

## Opis fabuły
Trzy tysiące lat temu wybuchła wojna między ludźmi a smokami. Legendarny złocisto-czarny smok Beau wybrał wtedy swojego jeźdźca – Wybrańca Smoka, któremu udało się zakończyć wojnę. Teraz nad Miastem Smoka znowu wisi niebezpieczeństwo. Word Paynn chce rozpętać nową wojnę. Hodowca smoków Connor Penn przez wiele lat pracował nad wyhodowaniem nowego złocisto-czarnego smoka, który pomoże zapobiec nadchodzącemu konfliktowi. Kiedy Paynn się o tym dowiaduje usiłuje porwać Beau zanim ten wybierze nowego bohatera. Podczas ataku syna Paynna na stajnie Beau wybiera szesnastoletniego Arthę Penna na swego jeźdźca i zabiera go do świątyni, gdzie tajemniczy kapłan – Mortis przekazuje mu zbroję Wybrańca Smoka.
Biorąc udział w wyścigach Artha zdobywa doświadczenie i nowe umiejętności, które potrzebne mu są do walki ze złem. Wraz z przyjaciółmi stara się udaremniać kolejne niecne plany Paynna i jego syna.

## Postacie pierwszoplanowe

### Wybraniec smoka
Mistyczny bohater sprzed trzech tysięcy lat powraca wraz ze swym legendarnym, złocisto-czarnym smokiem – Beau, aby ponownie przywrócić spokój w Mieście Smoka.
Na jego ramionach spoczywa ogromne zadanie – misja powstrzymania nieubłaganie nadciągającej wojny ludzi ze smokami. Wraz z zaprzyjaźnionymi jeźdźcami ze stajni Penna dzielnie walczy z występkiem, od powstrzymywania kradzieży smoków i osprzętu po krzyżowanie demonicznych planów Worda Paynna. Zawsze jest gotów poświęcić siebie by ratować innych, niezależnie, czy są to przyjaciele, czy też wrogowie, ponieważ obowiązkiem Wybrańca Smoka jest chronić każde życie. Bohater ze wszystkich sił stara się zażegnać konflikty pomiędzy drużynami i zjednoczyć Radę Dwunastu, gdyż wie, iż tylko pracując razem mogą uchronić się przed nadchodzącą zagładą.
Jego zadanie jest niezwykle trudne, stopniowo narasta coraz więcej problemów i powoli sytuacja staje się niemożliwa do rozwiązania. Jednakże, pomimo iż nawet sam bohater nie jest pozbawiony wad i miewa chwile zwątpienia, dzięki wsparciu przyjaciół i wierze we własne siły legendarny Wybraniec Smoka jest w stanie stawić czoła najstraszliwszym wrogom.

### Artha Penn
- Wiek: 16 lat
- Wzrost: 173 cm
- Kolor drakonu: złoty
- Smok: Beau
- Drużyna: Stajnia Penna

Chłopiec stajenny żyjący beztrosko wraz z ojcem (Connor) i młodszym bratem (Lance). Początkowo prowadzi sielankowe życie spędzając czas z przyjaciółmi i pomagając w stajni. Ku strapieniu Connora Artha bardziej interesował się grami wideo niż wyścigami smoków. Jednakże ten idylliczny świat szybko zostaje obrócony w popiół gdy drużyna Smocze Oko, chcąc ukraść legendarnego Beau napada i pali stajnie Penna. Podczas dramatycznej ucieczki chłopak dosiada złocisto-czarnego smoka i nieświadomie zostaje "wybrany" na jego legendarnego jeźdźca. W wyniku tych tragicznych wydarzeń znika również bez śladu ojciec bohatera. Artha zostaje bez środków do życia i zmuszony jest szybko dorosnąć. By utrzymać siebie i brata postanawia razem z Beau brać udział w wyścigach ulicznych.
Prawdziwa przygoda rozpoczyna się, kiedy Artha spotyka Mortisa – tajemniczego kapłana smoka, który odkrywa przed bohaterem jego przeznaczenie. Zostaje Wybrańcem Smoka i zaczyna kroczyć trudną ścieżką bohatera biorąc na siebie odpowiedzialność za przyszłe losy Miasta Smoka. Na swej drodze spotyka wielu przeciwników, wielu z nich zamieni się z czasem w sojuszników i przyjaciół.
Artha nie jest postacią o krystalicznie czystym charakterze – cechuje go wiele wad. Bohaterowi zdarza się być zaślepionym przez dumę lub pozwala przysłowiowej wodzie sodowej uderzać do głowy. Są chwile egoistyczne, czasami bywa również słaby wątpiąc w swoje przeznaczenie i nie mogąc poradzić sobie z odpowiedzialnością, jaka na niego spadła. Jednakże pomimo tych skaz w głębi duszy Artha wie, co jest w życiu naprawdę ważne. Z czasem dorasta, zaczyna dostrzegać w każdym człowieku dobro, wierzy w ludzi i stara się rozwiązywać konflikty bez przemocy. Jest opiekuńczy w stosunku do swojego młodszego brata i z czasem dojrzewa do roli przywódcy drużyny jeździeckiej ze stajni Penna.
Artha ma błękitne oczy i krótkie, czarne włosy. Nosi lekko sczerniałą od ognia kurtkę jeździecką swojego ojca, niebieskie spodnie i kask przypominający hełm rycerski.
Imię Artha pochodzi z arturiańskich legend. Pełne imię Króla Artura to Arthur Pendragon. Pendragon oznacza głowa smoka (głowa w sensie, że lider). Jego drugie imię to Tannis. Tannis to jest kapłan smoka, który pomógł Wybrańcowi Smoka.

### Lance Penn
- Wiek: 10 lat
- Wzrost: 157,5 cm
- Kolor drakonu: niebieski
- Smok: Fracshun
- Drużyna: Stajnia Penna

Młodszy brat Arthy również jest chłopcem stajennym. Podobnie jak większość małych chłopców w Mieście Smoka uwielbia wyścigi, gry wideo, przygody i słodycze. Nie można jednak go lekceważyć ze względu na jego wiek, ponieważ pod dziecięcym zachowaniem kryje się mądrość godna kapłana smoka. Lance jest bardzo bystrym dzieckiem i nierzadko potrafi łatwiej odróżnić dobro od zła niż zaślepieni uprzedzeniami dorośli, zauważa istotę problemów. Cechuje go dość cięty, trafny humor. Udało mu się również wzbudzić sympatię u wrogo nastawionego Moordryda Paynna.
Jak w typowym rodzeństwie i młodym Pennom zdarzają się kłótnie i często się przedrzeźniają, chociaż w rzeczywistości łączy ich bardzo silna, braterska więź. Lance bardzo podziwia swojego brata i ze wszystkich sił stara się mu pomóc towarzysząc wraz z pozostałymi członkami drużyny w licznych przygodach Wybrańca Smoka. Zgodnie z kolorem swojego drakonu jest bardzo zdolnym akrobatą.
W przeciwieństwie do Arthy Lance wykazuje większe podobieństwo do ojca – posiada rude włosy, błękitne oczy i mnóstwo piegów rozsianych na policzkach. Nosi ciemnoniebieskie spodnie i zieloną koszulkę ze wzorami przypominającymi szaty adeptów zakonu smoka.
Imię Lance pochodzi od Lancelota z arturiańskich legend. Jego drugie imię to Patrik.

### Kitt Wonn
- Wiek: 16 lat
- Wzrost: 168 cm
- Kolor drakonu: czerwony
- Smok: Dziki Ogień (ang. Wyldfyr)
- Drużyna: Stajnia Penna

Kitt od 14. roku życia bierze udział w wyścigach i jest jednym z najlepszych jeźdźców w Mieście Smoka. Dzięki niesamowitej szybkości jej smoka łatwo zajęła wysokie miejsce w tabeli. Jeździła samotnie dopóki nieoczekiwany bieg wydarzeń zaprowadził ją prosto do drużyny Arthy.
Jest troskliwa w stosunku do swoich przyjaciół i bardzo często odgrywa też rolę głosu rozsądku. Jednak nie żałuje sarkastycznych uwag i nie można jej lekceważyć – Kitt jest twardą dziewczyną, zawsze potrafiącą poradzić sobie w trudnych sytuacjach. Potrafi być również bardzo ofiarna i nie waha się poświęcić siebie dla dobra swojej drużyny – straciła swoją szansę na miejsce w Akademii by ratować Arthę.
Kitt ma duże, zielone oczy, krótkie niebieskie włosy spięte w ogon. Nosi obcisły żółto-różowo-zielony kostium.
Imię Kitt pochodzi od słowa kitten. Wonn od słowa won, ponieważ wygrywa prawie zawsze w wyścigach. Jej drugie imię to Raada, co pochodzi prawdopodobnie od słowa rad, bo jest świetna w ściganiu się na torze wyścigowym.

### Parmon Sean
- Wiek: 17 lat
- Wzrost: 178 cm
- Kolor drakonu: zielony
- Smok: Cyrano
- Drużyna: Stajnia Penna

Parmon – najlepszy przyjaciel Arthy i Lance’a – jest bez wątpienia "mózgiem" drużyny. Mimo braku talentu jeździeckiego może on zostać uznany za najbardziej wartościowego przedstawiciela Stajni Penna dzięki swojej imponującej wiedzy na temat osprzętu, strategii oraz wzajemnych oddziaływań drakonu. Przed tym geniuszem, często uznawanym za dziwaka, świat zaawansowanej technologii nie ma żadnych tajemnic. Dar ten prawdopodobnie odziedziczył po matce, która sama jest profesorem Akademii Technologicznej w Mieście Smoka.
Chociaż nie można go nazwać szczególnie odważnym, w sytuacjach naprawdę krytycznych Parm potrafi się zdobyć na najbardziej niebezpieczne wyczyny byle tylko ratować swoich przyjaciół. Rzeczywiście chłopak nie waha się okazywać strachu i wiele rzeczy napawa go przerażeniem (ma np. lęk wysokości), jednak gdy nie ma innego wyjścia, Parmon zawsze przełamuje swoje fobie. I właśnie ta umiejętność czyni go bohaterem.
Parm w odróżnieniu od swoich towarzyszy ma ciemniejszą karnację, brązowe oczy oraz bordowe włosy i bródkę. Nosi zielone spodnie na szelkach, koszulkę w podobnej tonacji i wymalowane w płomienie rękawice. Zawsze nosi przy sobie jakieś narzędzia.
Imię Parmon pochodzi od rodzaju sera Parmezan, a jego nazwisko Sean prawdopodobnie od słowa sea.
- Przyjaciele nazywają go "Parm" albo "Profesor", czasami również "Parmezan" i "Jajogłowy" (ostatnie przez Moordryda).

### Wybraniec Mocy
Parmon Sean bardzo dorósł w trakcie serii i przechodząc pomyślnie próbę w Świątyni Imperium Zielonego Drakonu udowodnił, iż jest godny być następcą Wybrańca Mocy. Nieznany kapłan smoka ofiarował mu mankiet od legendarnej zbroi mówiąc, że kiedy nadejdzie czas, Parm odnajdzie amulet pozwalający mu na transformację. Dodał również, że Wybraniec Mocy okaże się wartościowym sprzymierzeńcem Wybrańca Smoka.

### Moordryd Paynn
- Wiek: 16 lat
- Wzrost: 180 cm
- Kolor drakonu: czarny
- Smok: Obłuda (ang. Decepshun)
- Drużyna: Smocze Oko

Moordryda poznajemy jako agresywnego przywódcę niesławnej drużyny Smocze Oko. Jest również synem najpotężniejszego człowieka w Mieście Smoka i zarazem głównego czarnego charakteru – Worda Paynna oraz nieobecnej Zulay Paynn. Przez większą część przygód Wybrańca Smoka Moordryd spełnia rolę antagonisty, nieustannie próbując przechwycić Beau, bądź też w inny sposób pomagając ojcu w jego planach. Dodatkowo bierze udział w wyścigach ulicznych, ale jego metody są dość odległe od zasad fair-play. Drużyna Smocze Oko budzi powszechny strach i to ona jest głównym powodem rozłamu panującego w Radzie Dwunastu.
Na początku Moordryd, działając na zlecenie ojca, był prowodyrem wszelkiego zamieszania i niebezpieczeństwa. Jednak wraz z biegiem czasu nieustanna wrogość ojca sprawiła, iż chłopak przestaje walczyć o akceptację swego rodzica, buntuje się i zaczyna działać na własną rękę. Ten idealny dla siebie moment wybrał Armeggaddon, który wkradając się na opustoszałe miejsce mentora czyni Moordryda swoim uczniem. Młodzieniec z zachwytem przyjmuje amulet w kształcie smoczego oka (w odcinku 22 Wody zamarzają) i z czasem odnajduje mankiet, który zamienia go w Wybrańca Cienia.
Nowa moc wyrównała szanse walki ze znienawidzonym Wybrańcem Smoka, jak również spowodowała powiększający się konflikt nie tylko z ojcem, ale również z Armeggaddonem. W finałowej rozgrywce o miejsce w Akademii Moordryd pokazuje swoją lepszą stronę, ostatecznie buntując się przeciwko ojcu i Armeggaddonowi oraz pomagając i okazując szacunek Arthcie.
Moordryd Paynn bez wątpienia jest jedną z najbardziej złożonych psychologicznie postaci. Chłopak jest nieprzyjemny, narwany i łatwo wpada w gniew. Ale z drugiej strony przedstawiony jest jego patologiczny związek z ojcem i bezowocna walka o akceptację. Nie można go oceniać jednoznacznie, gdyż w serialu można zaobserwować cały kalejdoskop jego zachowań – od dwulicowego złodzieja po bohatera.
Z wyglądu Moordryd jest bardzo podobny do ojca: ma białe włosy, bladą cerę i szare oczy. Jest również bardzo szczupły. Nosi ciemnobrązowy i ciemnozielony kostium, wysokie czarne buty i okazjonalnie szaro-czarną kurtkę jeździecką.
Imię Moordryd pochodzi od Mordreda z arturiańskich legend. Nazwisko Paynn prawdopodobnie od słowa pain. Jego drugie imię to Drakkus.

### Wybraniec Cienia
Jeszcze bardziej mroczne ego Moordryda Paynna, Wybraniec Cienia jest uosobieniem terroru i destrukcji. Jego zbroja zrobiona jest z czarnego Drakonu, zaś smoczyca Obłuda w wyniku mutacji również stała się czystym, czarnym smokiem.
Głównym celem Wybrańca Cienia jest ostateczne rozprawienie się z Wybrańcem Smoka. Nie można zaprzeczyć, iż Moordryd stał się śmiertelnie niebezpiecznym wrogiem głównego bohatera. Obaj wojownicy w odcinku Połączone siły zawiązują pokój i wspólnie walczą przeciwko Armeggaddonowi. Przymierze jednak okazało się chwilowe i mimo wzajemnego zdemaskowania swoich prawdziwych tożsamości bohaterowie nadal prowadzą między sobą mordercze potyczki.

### Word Paynn
- Wiek: 50 lat
- Wzrost: 190 cm
- Kolor drakonu: czarny
- Smok: Abandonn

Word Paynn jest ojcem niesławnego Moordryda oraz właścicielem Korporacji Paynna – największego producenta osprzętu na planecie. To również czyni go jednym z najbardziej zamożnych ludzi w Mieście Smoka. Jednak jego ambicje nie kończą się na olbrzymim bogactwie – marzeniem Worda jest rozpętanie kolejnej wojny ludzi ze smokami. Uważa, że to smokom należy się władza dopóki on ma władzę nad nimi. Niestety każdy misternie ułożony plan zostaje zniweczony przez Wybrańca Smoka.
Word wraz z Connorem Pennem był wychowywany przez kapłanów smoczego zakonu. Jednakże jako chłopiec zaczął eksperymentować z zakazanym, wojennym osprzętem i został ukarany poprzez wydalenie z zakonu. Następnie zaczynając od zera stworzył najpotężniejszą firmę na planecie. Brał również udział w wyścigach ekstraklasy pod imieniem Drakkus i zajmował wysoką pozycję w tabeli.
Paynn jest geniuszem w kwestii osprzętu i nowoczesnej technologii, jak również posiada olbrzymią wiedzę na temat starożytnych czasów i legend. Jest bardzo inteligentnym człowiekiem, niestety obłąkana żądza władzy często go zaślepia i pochłania bez reszty. Efektem tego mogą być jego niezdrowe relacje z synem, którego traktuje głównie jako pionek we własnej grze. Nie jest on jednak postacią do cna niegodziwą, podobnie jak Moordryd jego poczynania nie zawsze można określić jednoznacznie.
Imię Word pochodzi od słowa wyrd.

### Drakkus
Drakkus jest potężnym wojownikiem, który posługuje się starożytnymi technikami walki. Posiada zbroję sprzed 3000 lat, która ukrywa jego tożsamość dopóki sam się nie ujawnia jako Word Paynn.
Imię Drakkus pochodzi z łaciny od słowa dracon co znaczy smok.

### Connor Penn
- Wiek: 47 lat
- Wzrost: 180 cm
- Kolor drakonu: Brązowy (Główny)
- Smok: Tyrannis Pax

Ojciec Arthy i Lance’a, hodowca smoków i właściciel słynnych Stajni Penna. Wychowywany był przez kapłanów smoka i od nich posiadł wiedzę na temat pierwszej wojny ludzi ze smokami. Wtedy również zrodziło się marzenie o wyhodowaniu legendarnego złotego smoka. Jako chłopiec przyjaźnił się z młodym Wordem Paynnem, niestety z powodu odmiennych opinii ich więź została brutalnie przerwana. Od tamtej pory czuli do siebie tylko nienawiść i konkurowali ze sobą na wyścigach ekstraklasy.
W pierwszym odcinku Connor znika bez śladu i zostaje uznany za martwego. W rzeczywistości przybrał tożsamość Mortisa, kapłana smoka i mentora Wybrańca Smoka. W ten sposób chciał poddać Arthę próbie, w czasie której chłopak miał udowodnić swoją niezależność. Connor powraca w trzecim sezonie i dalej wspiera swoich synów.
Imię Connor w języku irlandzkim/celtyckim znaczy wise aid (rozsądna pomoc). Jego drugie imię to Jackson.

### Mortis
Tajemniczy kapłan smoka Mortis staje się mentorem Arthy po niewyjaśnionym zaginięciu Connora. Posiada rozległą wiedzę na temat pradawnych czasów, relikwii i drużyn. To on stał na straży złotego mankietu i kiedy nadszedł odpowiedni czas wręczył go Wybrańcowi Smoka.
Kapłan rezyduje w starożytnej świątyni zakonu smoka znajdującej się pod stajniami Penna. Jego rady i nauki zawsze okazywały się bardzo pomocne i ratowały bohaterów od zguby. W rzeczywistości za maską Mortisa kryje się ojciec głównego bohatera – Connor Penn. W ostatnim odcinku drugiego sezonu (Powrót Drakkusa, część 2) prawdziwa tożsamość kapłana zostaje ujawniona.
Imię Mortis pochodzi z łaciny co znaczy śmierć.

### Cain
- Wiek: 17 lat
- Wzrost: 178 cm
- Kolor drakonu: czarny
- Smok: Przymus (ang. Coershun)
- Drużyna: Smocze Oko

Cain jest prawą ręką Moordryda, jego zastępca jako przywódcy Smoczego Oka oraz jedynym przyjacielem. Jego najbardziej rzucająca się w oczy cechą jest potworne tchórzostwo. Cain sam napędza swoje fobie nawet do takiego stopnia, iż potrafi wpaść w panikę z powodu rzucającej duży cień traszki. Często ten niekontrolowany strach zmusza go do porzucenia w dzikiej ucieczce swojej drużyny. Z drugiej strony jest on inteligentny, cechuje go cięty język i ironiczne poczucie humoru. Jeżeli nie jest zaślepiony strachem potrafi trafnie oceniać sytuacje. Nierzadko zdarza mu się kierować sarkastyczne uwagi pod adresem Moordryda, drażniąc swojego przywódcę.
W odcinku Bunt Caina Cain pokazał się z nieco innej strony wychodząc daleko poza rolę akcentu komediowego. Można go było zobaczyć jako przywódcę, tytułowego buntownika, nawet bohatera i przede wszystkim przyjaciela. Po raz pierwszy przedstawiony był emocjonalny aspekt więzi między nim a Moordrydem. Obojgu zależało na sobie nawzajem i mimo nieporozumień ich przyjaźń przetrwała.
Cain ma ciemną skórę, czarne dredy i wytatuowany znak na czole: smocze oko.
Imię Cain pochodzi z opowiadania biblijnego Kain i Abel (ang. Cain and Abel).

## Postacie drugoplanowe

### Pyrrah
- Wiek: 17 lat
- Wzrost: 165 cm
- Kolor drakonu: czerwony
- Smok: Phorrj
- Drużyna: Smocze Strzały

Porywcza Pyrrah jest przywódcą drużyny Smocze Strzały. Pomimo ognistego temperamentu znana jest ze swojej uczciwości i prawości. Z drugiej jednak strony potrafi sprytnie manipulować ludźmi i zdarza jej się stawać po złej stronie. Nie jest zadowolona z sytuacji w Radzie Dwunastu i chciałaby sama przejąć władzę. Jednym z członków drużyny Pyrryh jest jej młodszy brat – Sparkk.
Pyrrah jest honorowa i ma dobre serce, jednakże często brawurowa osobowość nie pozwala jej trafnie ocenić sytuacji; nierzadko podczas zebrań Rady Dolnego Miasta opowiada się za Moordrydem. Nie ma też zbyt silnej woli, pozwoliła się kontrolować przez Worda Paynna (w odcinku W ogniu) i nie była w stanie oprzeć się energii Furoxa (Podsycanie ognia). Lecz pomimo tych wad w odcinku Bunt Caina Pyrrah była pierwszą osobą ze zbuntowanych drużyn, która zdała sobie sprawę z niesłuszności swojego postępowania. Ten ostatni gest udowodnił, że potrafi wybrać dobro ponad złem.
Imponująca, płomienna fryzura Pyrryh jest jej znakiem rozpoznawczym. Ma szaro-fioletowe oczy i rumieńce na policzkach. Nosi wysokie fioletowe buty na wysokich obcasach i elegancki, przypominający frak czerwony kostium.

### Phistus
- Wiek: 18 lat
- Wzrost: 188 cm
- Kolor drakonu: zielony
- Smok: Brutaris
- Drużyna: Uścisk Smoka

Przewodniczący Rady Dwunastu z Dolnego Miasta i jednocześnie przywódca drużyny Uścisk Smoka. Nienawidzi nieustannego chaosu i niezgody, jaka panuje wśród drużyn. Pomimo swojego brutalnego charakteru wierzy, że należy zaprowadzić pokój i jedność w Radzie – nie jest to jednak łatwe zadanie, ponieważ Moordryd i Word Paynn mają własne plany co do jej przyszłości. Na szczęście Phistus ma po swojej stronie część przywódców drużyn z Dolnego Miasta i co najważniejsze – Wybrańca Smoka.
Phistus bardzo łatwo wpada w gniew i nie waha się używać przemocy kiedy to jest konieczne. Jak sam twierdzi, zdobył swoją pozycję siłą i jest z tego dumny. Z początku był odrobinę za bardzo pewny siebie, jednak z czasem zaczął doceniać każdą pomoc. Jest prostym człowiekiem o ustalonych zasadach moralnych, do których zawsze się stosuje.
Przy pomocy ogromnego młota wykonanego z zielonego Drakonu Phistus szybko zaprowadza ciszę na posiedzeniach Rady. Jest wysoki i silnie umięśniony, nosi zielony kostium, ma brązowe oczy i tatuaż na prawej ręce.

### Khatah
- Wiek: 22 lata
- Wzrost: 170 cm
- Kolor drakonu: niebieski
- Smok: Shock-Ra
- Drużyna: Wewnętrzny Zakon

Dostojny lider Wewnętrznego Zakonu, Khatah, znany jest również jako wielokrotny mistrz wyścigu o Róg Librisa oraz zdolny absolwent Akademii. Jest bardzo popularny i jak sam mówi, lubi spotykać swoich fanów. W kwestii Rady Dwunastu zawsze opowiada się po stronie Phistusa. Jest jednym z jej najstarszych członków i z reguły jest opanowany w czasie obrad.
Jednak pomimo aury doskonałości Khatah potrafi być samolubny i arogancki w stosunku do innych jeźdźców. Z początku potraktował Arthe jako przeciętnego młokosa, a kiedy stracił trofeum obwiniał innych za swoje niepowodzenie. Był na tyle opętany potrzebą zdobycia tytułu mistrza Rogu Librisa, że bezmyślnie wpadł w sidła Smoczego Oka narażając siebie i swojego przyjaciela Sarjo na niebezpieczeństwo. Z czasem zdaje sobie sprawę ze swoich błędów i w odcinku Zasady Potęgi próbuje pomóc Parmowi i Cyrano wyzwolić się spod wpływu Samuroxa.
Khatah ma azjatyckie rysy twarzy, krótkie, granatowe włosy i bródkę. Nosi błękitny kostium ze złotymi elementami i błyskawicami – symbolem Wewnętrznego Zakonu.

### Stewardd
- Wiek: 15 lat
- Wzrost: 160 cm
- Kolor drakonu: jasnozielony
- Smok: Gunny
- Drużyna: Zbieracze

Przewodzący tajemniczą drużyną Zbieraczy Stewardd jest mistrzem w kwestii konstruowania osprzętu. Szybko zaprzyjaźnia się z Wybrańcem Smoka pamiętając, iż jego poprzednicy także stali po stronie złotego drakonu w trakcie wojny sprzed trzech tysięcy lat. Również od owych czasów Zbieracze pozostają w ukryciu i mieszkają w najniższych częściach miasta.
Stewardd podobnie jak Parmon nosi przy sobie mnóstwo różnego rodzaju narzędzi i gadżetów, przy pomocy których konstruuje nowy, wysokiej jakości osprzęt. Jako części zazwyczaj służą mu wyrzucone przez innych lub skradzione rzeczy. Jednym z takich urządzeń jest kij (tzw. blokada) z jasnozielonego drakonu ofiarowany Wybrańcowi Smoka (w odcinku Nie wszystko ginie).
Przywódca Zbieraczy zawsze stara się być pomocnym, jest bardzo serdeczny i oddany swoim przyjaciołom. W obliczu jakichkolwiek kłopotów wpada w popłoch i zaczyna mówić nader nerwowo i szybko. Pomimo jednak iż nie cechuje go niezwykła odwaga, nadal uznaje się go za jednego z najbardziej wartościowych sprzymierzeńców Wybrańca smoka. Stewardd sprawia również wrażenie nieco „zagubionego”, często zdarza mu się powtarzać i mówić wyrywkowo oraz w sposób dziecinny.
Dzięki niewielkiej posturze Stewardd do perfekcji opanował sztukę skradania się, chowania i uciekania. Nosi kolorowe ubranie, ma niebieskie włosy, gogle i odstające uszy dodające mu „mysiego” uroku.

### Kawake
- Wiek: 28 lat
- Wzrost: 200 cm
- Kolor drakonu: brązowy
- Smok: Rumbull
- Drużyna: Smocza Wola

Kawake był niegdyś wielką gwiazdą smokballa, niestety w wyniku wypadku stracił władzę w nogach. Obecnie sparaliżowany nie udziela się już ani na boisku, ani w Radzie Dwunastu. Stara się oceniać wszystkich sprawiedliwie. Obecnie obowiązki Kawake’a zaczął wypełniać jego młodszy brat – Shane.

### Wulph
- Wiek: 17 lat
- Wzrost: 165 cm
- Kolor drakonu: fioletowy
- Smok: Hyve
- Drużyna: Armia Smoka

Rządzi grupą Armia Smoka, która początkowo wykonuje rozkazy Worda Paynn’a. Wulph ma zwyczaj rozkazywania wszystkim wokoło. Nie cierpi, kiedy ludzie podważają jego zdanie lub decyzję. Przywykł do tego, iż wszyscy go słuchają. Kiedy ktoś mu się sprzeciwi, wpada we wściekłość. Jest twardym, lecz odpowiedzialnym liderem.
Wulph ma jasne zielone włosy i oczy w kolorze indygo. Na jego prawym oku widnieje cienka blizna. Jego mundur jest w kolorach złotym, fioletowym i ciemnogranatowym.

### Vociferous
- Wiek: 19 lat
- Wzrost: 170 cm
- Kolor drakonu: turkusowy
- Smok: Swavy i jasnozielonego drakonu smok klasy byczej
- Drużyna: Smoczy Głos

Lider drużyny Smoczy Głos znany jest ze swojej przebiegłości i dwulicowości. Jest wybornym kłamcą i lubi drwić z innych. U jego boku zawsze stoi Spynn – jego zastępczyni.
W odcinku 20 Smoczy Artha oszukali Arthę i ukradli Beau dla Worda Paynna. Parm, Lance i Kitt pomogli odzyskać smoka.

### Marianis
- Wiek: 17 lat
- Wzrost: 168 cm
- Kolor drakonu: jasnoniebieski
- Smok: Poseidos
- Drużyna: Smocze Ryby

Pod dowództwem Marianis znajduje się drużyna Smocze Ryby. W sytuacjach spornych zawsze opowiada się po stronie Phistusa i jest jedną z pierwszych liderów, którzy otwarcie zbuntowali się przeciwko terrorowi Smoczego Oka. W stosunku do Moordryda okazuje niczym nie skrępowaną wrogość i z wielkim entuzjazmem sprzymierza się z Wybrańcem Smoka. To ona wraz ze swoim wiernym zastępcą – Dorsulem – przekazują bohaterowi potężny osprzęt ze starożytnych czasów (odcinek 22 Wody zamarzają).
Jest bardzo dobrym jeźdźcem, zaś w walce często stosuje zagrania podstępne i dywersyjne. Ma drobną budowę, błękitno-zielone włosy spięte w kok i niebieski kostium.

### Rivett
- Wiek: 19 lat
- Wzrost: 173 cm
- Kolor drakonu: szary
- Smok: Libris
- Drużyna: Mechaniści

Tajemniczy i nieprzewidywalny członek grupy Mechanistów. Handluje rzadkim i niebezpiecznym osprzętem. Nosi czarno-szarą pelerynę i symbol Mechanistów na piersi.
W odcinku 23 Mechanista ukradł Róg Librisa, który znajdował się w Siedzibie Służb Bezpieczeństwa. Twierdzi, że jego smokiem jest Libris. Pomoga też Arthcie w dostaniu się do biblioteki w Akademii Smoka, dając mu urządzenie, które wyłącza lasery alarmujące (odcinek 31 Bez pracy, nie ma kołaczy).

### Chute
- Wiek: 16 lat
- Wzrost: 168 cm
- Kolor drakonu: biały
- Smok: Turbulence
- Drużyna: Smoczy Wiatr

Chute jest liderką Smoczego Wiatru i ostatnim jeźdźcem z dolnego miasta, który dostał się do Akademii. Jest wesoła i dość nieprzewidywalna, uwielbia przygody i zawsze staje po stronie prawdy.
Pomogła Arthcie, gdy ten został fałszywie oskarżony o sabotaż, odcinek 29 Wrobieni.

### Armeggaddon
- Wiek: 35 lat
- Wzrost: 198 cm
- Drakon: czarny
- Smok: Termynus i Liga Ośmiu

Armeggaddon to starożytny wojownik sprzed trzech tysięcy lat, prawdopodobnie rywal pierwotnego Wybrańca Smoka. Był uwięziony w Cienistym Szlaku dopóki Artha, Lance, Moordryd i Cain nie złamali zaklęcia, które więziło ludzi i smoki. Wybiera Moordryda na swojego ucznia, z którym komunikuje się przez amulet. Armeggeddon ma ok. 35 lat (nie licząc pobytu na Cienistym Szlaku).

### Sentrus
Sentrus jest obserwatorką z Akademii – przygląda się uważnie zawodnikom i ich osiągnięciom w wyścigach.

## Drużyny i grupy
- Stajnia Penna
- Smocze Oko
- Wewnętrzny Zakon
- Smocze Strzały
- Uścisk Smoka
- Smocza Wola
- Zbieracze
- Smoczy Głos
- Armia Smoka
- Mechaniści
- Smocze Ryby
- Smoczy Wiatr
- Prorocy

## Wersja polska
Wersja polska: na zlecenie ZigZapa – Studio Publishing

Reżyseria: Tomasz Grochoczyński

Dialogi: Małgorzata Kochańska

Dźwięk i montaż: Jacek Kacperek

Kierownictwo produkcji: Aneta Staniszewska

W wersji polskiej udział wzięli:
- Anna Apostolakis – Lance Penn
- Leszek Zduń – Artha Penn
- Iwona Rulewicz – Kitt Wonn
- Paweł Szczesny – Mortis
- Jarosław Domin – Parmon Sean
- Robert Tondera – Moordryd Paynn
- Józef Mika – Cain

i inni

## Spis odcinków
| Premiera odcinka | N/o | Polski tytuł                 | Angielski tytuł               |
| ---------------- | --- | ---------------------------- | ----------------------------- |
|                  |     |                              |                               |
| SERIA PIERWSZA   |     |                              |                               |
|                  |     |                              |                               |
| 20.03.2006       | 01  | Wybór, część 1               | The Choosing, Part 1          |
|                  |     |                              |                               |
| 21.03.2006       | 02  | Wybór, część 2               | The Choosing, Part 2          |
|                  |     |                              |                               |
| 23.03.2006       | 03  | W ogniu                      | Into the Fire                 |
|                  |     |                              |                               |
| 24.03.2006       | 04  | Przeciwna siła               | Opposing Force                |
|                  |     |                              |                               |
| 25.03.2006       | 05  | Podsycanie ognia             | Fanning the Flames            |
|                  |     |                              |                               |
| 27.03.2006       | 06  | Zatrzymanie                  | The Stand                     |
|                  |     |                              |                               |
| 28.03.2006       | 07  | Róg Librisa                  | The Horn of Libris            |
|                  |     |                              |                               |
| 30.03.2006       | 08  | Trzy razy bohater            | Three Times a Hero            |
|                  |     |                              |                               |
| 31.03.2006       | 09  | Nie wszystko ginie           | All Is Not Lost               |
|                  |     |                              |                               |
| 01.04.2006       | 10  | Zaginiony Szlak Złego Losu   | The Lost Track of Doom        |
|                  |     |                              |                               |
| 03.04.2006       | 11  | Duma bohatera                | Pride of the Hero             |
|                  |     |                              |                               |
| 04.04.2006       | 12  | Zły osąd                     | Misjudged                     |
|                  |     |                              |                               |
| 06.04.2006       | 13  | Wielobarwny Smok             | The Chromatic Dragon          |
|                  |     |                              |                               |
| SERIA DRUGA      |     |                              |                               |
|                  |     |                              |                               |
| 07.04.2006       | 14  | Gdyby się nie złamało        | If It Ain't Broke             |
|                  |     |                              |                               |
| 08.04.2006       | 15  | Zasady potęgi                | The Rules of Power            |
|                  |     |                              |                               |
| 10.04.2006       | 16  | Zerwane więzi                | Broken Bonds                  |
|                  |     |                              |                               |
| 11.04.2006       | 17  | Szybszy niż strach           | Faster Than Fear              |
|                  |     |                              |                               |
| 13.04.2006       | 18  | Skok Loriusa                 | The Leap of Lorius            |
|                  |     |                              |                               |
| 14.04.2006       | 19  | Wybraniec Zjawy              | The Wraith Booster            |
|                  |     |                              |                               |
| 15.04.2006       | 20  | Smoczy Artha                 | Artha the Drac                |
|                  |     |                              |                               |
| 17.04.2006       | 21  | Motyw proroka                | The Prophet's Motive          |
|                  |     |                              |                               |
| 18.04.2006       | 22  | Wody zamarzają               | Still Waters Freeze           |
|                  |     |                              |                               |
| 20.04.2006       | 23  | Mechanista                   | The Mechanist                 |
|                  |     |                              |                               |
| 21.04.2006       | 24  | Zapada ciemność              | Darkness Falls                |
|                  |     |                              |                               |
| 22.04.2006       | 25  | Powrót Drakkusa, część 1     | The Return of Drakkus, Part 1 |
|                  |     |                              |                               |
| 24.04.2006       | 26  | Powrót Drakkusa, część 2     | The Return of Drakkus, Part 2 |
|                  |     |                              |                               |
| SERIA TRZECIA    |     |                              |                               |
|                  |     |                              |                               |
| 19.12.2006       | 27  | Bunt Paynna                  | Paynn Rising                  |
|                  |     |                              |                               |
| 21.12.2006       | 28  | Zamiana                      | The Changeling                |
|                  |     |                              |                               |
| 22.12.2006       | 29  | Wrobieni                     | Framed                        |
|                  |     |                              |                               |
| 23.12.2006       | 30  | Oko smoka                    | The Eye of the Dragon         |
|                  |     |                              |                               |
| 25.12.2006       | 31  | Bez pracy, nie ma kołaczy    | No Paynn, No Gain             |
|                  |     |                              |                               |
| 26.12.2006       | 32  | Przeciwności się przyciągają | When Opposites Attract        |
|                  |     |                              |                               |
| 28.12.2006       | 33  | Niepokorni                   | The Defiant                   |
|                  |     |                              |                               |
| 29.12.2006       | 34  | Korpojazda                   | Slithercorps                  |
|                  |     |                              |                               |
| 30.12.2006       | 35  | Kopuła przetrwania           | The Mouth That Roared         |
|                  |     |                              |                               |
| 01.01.2007       | 36  | Profesor Uparty              | Professor Stubborn            |
|                  |     |                              |                               |
| 02.01.2007       | 37  | Bunt Caina                   | Cain's Mutiny                 |
|                  |     |                              |                               |
| 04.01.2007       | 38  | Połączone siły               | Battle For The Ages           |
|                  |     |                              |                               |
| 05.01.2007       | 39  | Ostatnia rozgrywka           | Damaged Goods                 |
|                  |     |                              |                               |

## Dalsze odcinki
W rozmowie z Mattem Hillem (podkładał głos głównemu bohaterowi) w dniu 10 czerwca 2006 roku podczas konwencji Otakuthon, która odbyła się w Concordia University, powiedział, że produkcja Wybrańca smoka została na stałe anulowana. Stwierdził "Nie otrzymamy kolejnych 13 odcinków". Na pytanie, dlaczego seria straciła swoją ofertę na więcej odcinków, Hill odpowiedział "Nie było wystarczająco widzów".